# 黎曰国
黎曰国（1982年—），是一位越南裔美国计算机科学家，也是谷歌大脑机器学习先驱。他是自然语言处理领域的doc2vec和Seq2Seq模型模型的共同发明人之一。黎曰国还发起并领导了谷歌大脑的AutoML计划，包括神经架构搜索的提议。

## 教育和职业
黎曰国出生于越南承天順化省的香水市社。他就读于顺化国学高中。2004年，黎曰国移居澳大利亚，就读澳大利亚国立大学学士学位课程，期间师从亚历克斯·斯莫拉，研究机器学习中的核方法。2007年，黎曰国前往斯坦福大学攻读计算机科学研究生，他的博士生导师是吴恩达 。
2011年，黎曰国与当时的博士生导师吴恩达、Google研究员傑夫·迪恩和Google研究员格雷格·科拉多一起成为谷歌大脑的创始成员。 黎曰国领导了谷歌大脑的第一个重大发现，即一种在16,000个多核心處理器上训练的深度学习算法，该算法在仅观看YouTube视频后就学会了识别猫，而且从未被告知“猫”是什么。
2014年，伊爾亞·蘇茨克維、奧里奧爾·維尼亞爾斯和黎曰国提出了机器翻译的Seq2Seq模型。同年， 托马斯·米科洛夫和黎曰国提出了用于文档表示学习的doc2vec模型。黎曰国是Google神经机器翻译的主要作者和研究人员之一。
黎曰国发起并领导了谷歌大脑的AutoML项目，其中包括神经结构搜索的提议。黎曰国是LaMDA的作者之一，LaMDA是一种对话式大型语言模型，最初于2020年以Meena之名开发和引入。2022年，黎曰国和合作者提出了思想链提示作为提高大型语言模型推理能力的方法。

## 荣誉和奖项
黎曰国于2014年被《麻省理工科技评论》评为35岁以下创新者。他曾接受《连线》、《纽约时报》、《大西洋月刊》、和《麻省理工科技评论》等主要媒体的采访和报道。 黎曰国于2022年被评为澳洲國立大學计算机学院校友奖得主。